# Ready Jet Go!
Ready Jet Go! ist eine kanadisch-amerikanische computeranimierte Fernsehserie aus den Jahren 2016 bis 2019. Die Sendung richtet sich an Kinder im Alter von 3 bis 8.

## Inhalt
Jet Propulsion und seine Familie stammen vom fiktiven Planeten Bortron 7, der um einen Roten Zwerg namens Bortron kreist. Sie leben auf der Boxwood Terrace in Washington, wo sie für einen Reiseführer die menschlichen Bräuche und die Umwelt untersuchen. Jet hat sich mit Kindern aus der Nachbarschaft angefreundet, darunter Sydney, Mindy und Sean, deren Eltern im nahe gelegenen Deep Space Array arbeiten. Das Auto der Propulsions verwandelt sich in eine fliegende Untertasse, mit der sie die älteren Kinder häufig ins All bringen. Ihre fremden Identitäten sind Sean, Mindy und Sydney bekannt, aber ansonsten bemühen sie sich, ihre Herkunft zu verbergen.

## Produktion und Veröffentlichung
Die Serie entstand bei den kanadischen Studios Snee-Oosh Productions und Wind Dancer Productions nach einer Idee von Craig Bartlett. Regie führten Zac Palladino, Craig Bartlett und Rusty Tracy. Die Musik komponierte Jim Lang. Bei der Produktion wurde auch mit dem Jet Propulsion Laboratory der NASA zusammengearbeitet, sodass die Serie einiges über Wissenschaft und Weltraum lehrt. Insgesamt entstanden 64 Folgen in zwei Staffeln.
Die Erstausstrahlung der ersten Staffel erfolgte vom 15. Februar 2016 bis 6. Februar 2018 auf PBS Kids in den USA. Am 17. August 2016 gab PBS Kids die Fortsetzung der Serie mit einer zweiten Staffel bekannt, die dann vom 2. April 2018 bis 6. Mai 2019 gezeigt wurde.

## Synchronisation
| Rolle          | Englische Sprecher |
| -------------- | ------------------ |
| Jet Propulsion | Ashleigh Ball      |
| Sydney         | Dalila Bela        |
| Mindy          | Jaeda Lily Miller  |
| Sean           | William Ainscough  |

## Auszeichnungen
Die Serie wurde sowohl 2017 als auch 2018 mit einem Parents’ Choice Award in Silber ausgezeichnet.